# Creu de Romanyà
La Creu de Romanyà és una obra eclèctica de Santa Cristina d'Aro (Baix Empordà) situada vora el caseriu de Romanyà de la Selva. Està inclosa a l'Inventari del Patrimoni Arquitectònic de Catalunya.

## Descripció
És una creu de terme que es troba emplaçada sobre un basament elevat, amb tres graons d'accés, realitzats amb pedra de Girona, i un fust octogonal coronat per una creu i un capitell, fets amb pedra de Montjuïc. El capitell, seguint el vuitavat de la columna, té quatre figures que simbolitzen les quatre estacions, i alternen amb els escuts de Catalunya i de Sant Jordi. La creu és decorada amb motius vegetals d'inspiració gòtica que emmarquen els anagrames "JHS" al davant i A (alfa) i O (omega) al darrere.
Tot plegat té cap a set metres d'alçària, i els diversos blocs pesen prop d'una tona. La pedra va ser picada a la pedrera de Narcís Mas, del Pont Major, i la de Montjuïc -columna,  capitell i creu- feta pels escultors Vives i Albareda de Barcelona.

## Història
Fou alçada el 1904 en acció de gràcies per haver-se salvat les muntanyes de la zona d'una plaga d'erugues i perfeccionada el 1929 per haver aconseguit tres camins veïnals que donen accés al poble. Fou dissenyada per l'arquitecte Félix de Azúa. El 15 de setembre de 1929 fou consagrada al Sagrat Cor de Jesús, per la qual cosa li fou aplicada una placa de bronze amb la imatge corresponent.
El juliol de 1936 la creu i la imatge del Sagrat Cor foren abatuts, i el 1945 fou recomposta tal com era abans i se li afegí la imatge del Puríssim Cor de Maria.
A la base del monument hi figura una inscripció amb el nom de l'arquitecte i la data 1904. A la part superior d'aquesta base, davant de l'inici del fust, hi ha una segona inscripció: "Cons. 15.9.1929. Rest. 6.5.1945".